# Deflagration of Hell
Deflagration of Hell – album studyjny Deutsch Nepal. Pierwotnie został wydany w 1991 roku przez wytwórnię Sound Source. Nośnikiem była wówczas kaseta magnetofonowa. Album doczekał się ponownego wydania w formacie CD w roku 1992. Tym razem zadania podjęła się wytwórnia Staalplaat.

## Lista utworów
1. "Deflagration of Hell" - 6:42
2. "Excursioner Angel" - 8:09
3. "Glimpses of War, Parts I & II" - 11:18
4. "Energy - Not Orgasm" - 4:08
5. "The Hierophants of Light" - 4:25
6. "Holistix - Links Between God and Human" - 7:58